# Церковь Святого Николая (Рощуц)
Церковь Святого Николая (нем. St. Nikolaus) — евангелическо-лютеранская церковь в районе Рощуц (нем. Roschütz) города Гера; вероятно само здание было построено в период Средневековья и перестроено в 1701—1703 годах.

## История и описание
Часовня в деревне Рощуц, посвященная Святым Вацлаву, Панкратию и Николаю, упоминается в документах за 1401 год. С повышением статуса храма до приходской церкви его здание было расширено до однонефной базилики: фрагмент каменной кладки того времени все еще является частью основания современной колокольни. В период с 1701 по 1703 год здание претерпевает капитальную реконструкцию. В рамках перестройки интерьера, произошедшей в 1846 году, в храме появились галереи-эмпоры и алтарь с изображением воскрешения Лазаря. 1908 год был ознаменован очередной реконструкцией интерьера и экстерьера здания: в нём был перемещён и заменён орган, а галереи были расширены; кроме того, был расширен южный портал и здание получило как свои нынешние витражи, так и орган, построенный Эрнстом Рёвером.
После Первой мировой войны приход Рощуца стал частью прихода Геры. С 1985 по 1989 год в здании был проведён капитальный ремонт и реставрация, затронувшая деревянные конструкции. 1 января 2012 года муниципалитет Рощуц был присоединён к городу Гера. С середины 1970-х по 2005 год позднеготический алтарь из церкви Святой Маргарет в районе Тинц находился в церкви Святого Николая.